# 神经元调谐
神经元调谐（英文：neuronal tuning），是指神经元有选择地表示一种感觉、協同、运动、认知等信息的特性。通过经验，神经元反应被调谐为最优的特定范式。神经元调谐可以是强而集中的，如V1区；也可以是弱而宽泛的，如神经元集群。单个神经元可能会同时对多种基本感觉调谐，如视觉、听觉、嗅觉。这种神经元通常对多个感觉起整合作用。在神经网络中，这一整合是操作（认知加工）的主要原则。
在视觉、听觉、嗅觉、躯体感觉和记忆系统中，都可以看到神经元调谐的现象。